# Adjusters
The Adjusters sind eine Band aus Chicago, Vereinigte Staaten.

## Geschichte
Gegründet 1995 an der University of Chicago, erlangten die Adjusters zunächst Bekanntheit innerhalb der Universitätsgemeinschaft, bevor sie 1997 ihr erstes Album auf dem in Chicago ansässigen Label Jump Up! Records 1997 veröffentlichte. Die Band zeichnete sich dadurch aus, dass sie sowohl eine politische Botschaft in ihre Musik einbrachte als auch Soulmusik in den damals vorherrschenden Ska-Punk-Sound der Ska-Szene des Mittleren Westens integrierte.
The Adjusters spielten in dieser Zeit (1997–1998) viele Shows im gesamten Mittleren Westen und an der Ostküste, am häufigsten mit der in Detroit ansässigen Ska-Jazz-Band The Articles und den in New York ansässigen The Slackers. Das zweite Album Before The Revolution der Adjusters wurde 1998 auf Moon Ska Records veröffentlicht, produziert von Victor Rice, mit einem Vorwort des Autors Thomas Frank und einigen Tracks, die von Jon Langford von den Mekons gemischt wurden.
Nach der Auflösung von Moon Records im Jahr 2000 wurde 2003 das dritte Album der Adjusters Otis Redding Will Save America auf dem deutschen Label Grover Records veröffentlicht. Dieses Album wurde ebenfalls von Victor Rice produziert. Des Weiteren enthält die Single Can't See the Light den deutschen Ska- & Dancehall-Künstler Dr. Ring-Ding.
Die Band ist seit 2003 inaktiv. Der Schlagzeuger/Produzent Rench ist seither Frontmann der Bluegrass-Hip-Hop-Band Gangstagrass.

## Diskografie
Alben
- 1997: The Politics of Style (Jump Up! Records)
- 1998: Before the Revolution (Moon Ska Records)
- 2002: Stormwarning – An Adjusters Anthology (1996–2001) (Kompilation, Grover Records)
- 2003: Otis Redding Will Save America (Grover Records)